# Nationaal park Bredhi i Hotovës-Dangelli
Nationaal park Bredhi i Hotovës-Dangelli (Albanees: Parku Kombëtar Bredhi i Hotovës-Dangelli, Nederlands (letterlijk): dennenbossen van Hotova) is een nationaal park in Albanië. Het park werd opgericht in 1996 en beslaat  343 vierkante kilometer op de flank van de Morava-berg.  Het landschap bestaat vooral uit bossen van zogenaamde Bulgaarse zilverspar (Abies borisii-regis) en hazelaar, beuk en steeneik. In het park komen verschillende diersoorten voor, waaronder bruine beer, vos, haas, edelhert, everzwijn.